# Helluomorphoides papago
Helluomorphoides papago är en skalbaggsart som beskrevs av Thomas Casey. Helluomorphoides papago ingår i släktet Helluomorphoides och familjen jordlöpare. Inga underarter finns listade i Catalogue of Life.